# Hymenophoraltrama

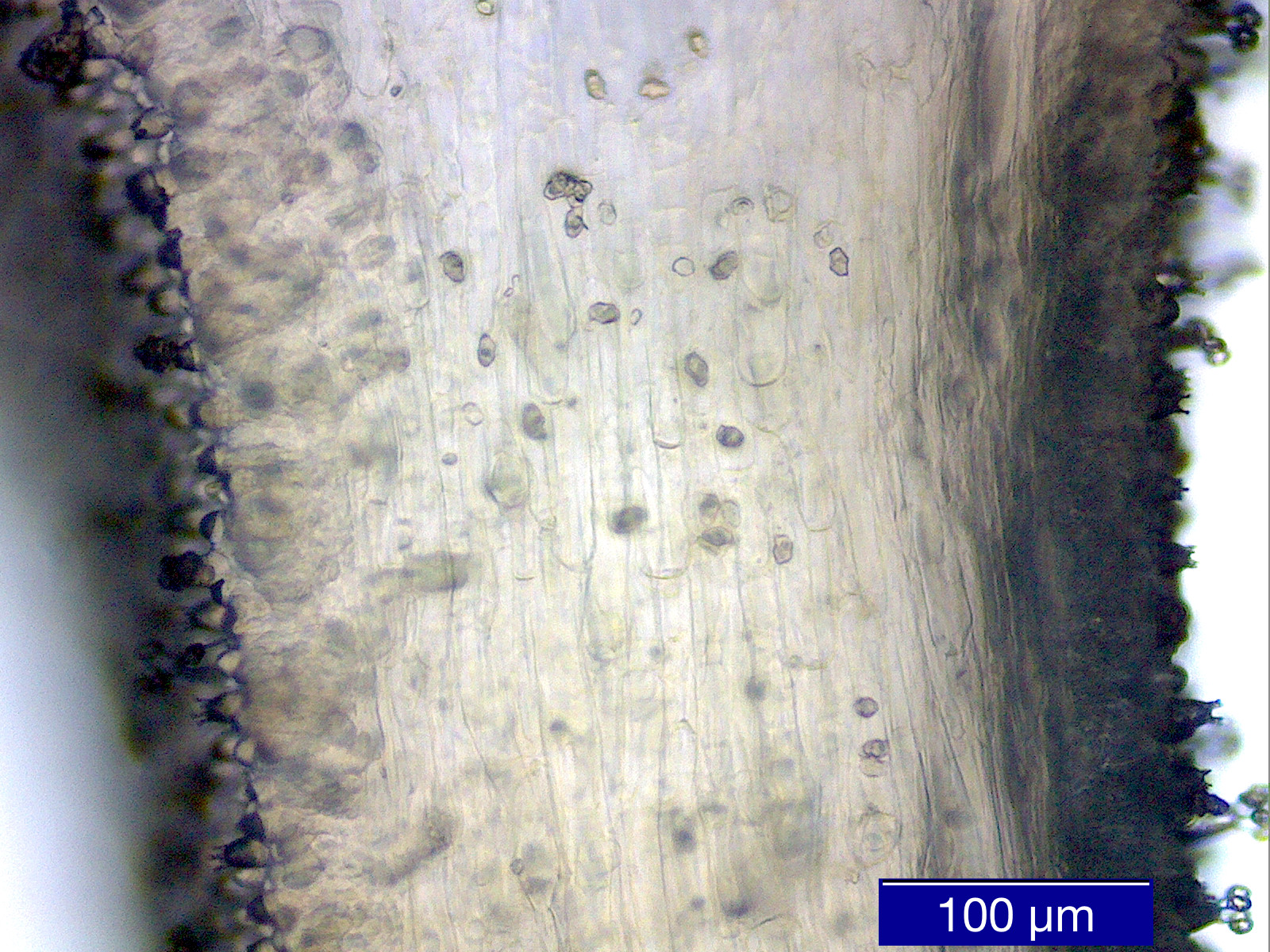
Reguläre Lamellentrama

Als Hymenophoraltrama wird in der Mykologie das Fleisch (Trama) gut differenzierter Hymenophore, die Träger der Fruchtschicht (Hymenium), bezeichnet. Das Subhymenium ist entweder Teil der Hymenophoraltrama oder wird bewusst ausgespart. Bei Porlingen wird die Hymenophoraltrama als Dissepiment, bei Röhrlingen als Röhrentrama und bei Blätterpilzen als Lamellentrama bezeichnet. Insbesondere bei den Röhrlingen der Röhrlingsartigen (Boletales) und den Blätterpilzen der Champignonartigen (Agaricales) sowie Täublingsartigen (Russulales) ist die Hymenophoraltrama ein wichtiges Bestimmungsmerkmal. Abhängig vom Verlauf der Pilzfäden (Hyphen) in einem Röhrenlängsschnitt bzw. Lamellenquerschnitt werden verschiedenen Typen unterschieden, die häufig als Gattungs- oder Familienmerkmal relevant sind: 
- regulär: parallel nebeneinander verlaufende Hyphen (häufigster Typ)
- subregulär: nahezu längsparallel verlaufende Hyphen
- irregulär: unregelmäßig miteinander verflochtene Hyphen
- bilateral: von der Mitte nach außen zur Fruchtschicht in Richtung Lamellenschneide verlaufende Hyphen (z. B. Knollenblätterpilze)
- invers: von außen zur Mitte in Richtung Lamellenschneide verlaufende Hyphen (z. B. Dachpilze, Scheidlinge)